# Перемога Пальчевського
Перемога Пальчевського   — проросійська політична партія в Україні. Зареєстрована 27 червня 2020 року. Партію очолює Андрій Пальчевський у якого є в наявності російський паспорт. Він маскує російську пропаганду за популістськими гаслами. Партія і її лідер має зв'язки з ОПЗЖ, кримінальними авторитетами, а також зв'язки з бізнесом в окупованому Криму. У лідера партії є зв'язок з російськими компаніями.

## Історія
Загальну бренд-стратегію Андрія Пальчевського запустили ще у 2018 році. Тоді на вулицях, в основному — Києва, з'явилися борди, які популяризували його як блогера та ведучого.
Через рік у мережі почали «розкручувати» соцопитування, які стверджували, що Пальчевський нібито «наздоганяє» Віталія Кличка в рейтингах кандидатів на посаду мера Києва. Втім, сам політик утримувався від коментарів щодо ймовірної участі в чергових виборах.
Про створення власної партійної сили Андрій Пальчевський заявив лише минулого літа — напередодні місцевих виборів 2020 року. Наприкінці червня лідер новоствореної структури перейменував зареєстровану ще в 2015 році у Мін'юсті партію «Україна завтра» на «Перемога Пальчевського».

## Місцеві вибори 2020
За Андрія Пальчевського на виборах мера Києва (він ішов як самовисуванець) проголосували 380 360 мешканців столиці (4,5 %). Це шостий результат, хоча перед виборами окремі соціологи ставили його ледве не на друге місце — з невеликим відставанням від лідера Віталія Кличка. Іменна політсила Пальчевського також провалилась — дев'яте місце з результатом 4,56 %, що не дозволило пройти у міськраду.
За кілька днів до виборів журналіст Дмитро Гордон поширив інформацію про співпрацю Пальчевського з російським спецслужбами.
Після оголошення результатів виборів Пальчевський і представники його партії подали до Окружного адмінсуду 20 позовів. Вони вимагали визнати протиправними дії виборчих комісій в усіх районах Києва, а також оголосити вибори міського голови та депутатів міськради такими, що не відбулися. Суд позови розглянув і відмовив у їх задоволенні. «Позивачами не надано жодних доказів, які б свідчили про можливі порушення», — заявили у суді.
«Перемога Пальчевського» повторила шлях ще одного подібного проєкту — «Руху за реформи» Сергія Думчева, який на місцевих виборах в Києві 2015 року так само витратив чималі суми на рекламну кампанію, але все ж зазнав фіаско.